# Parnassius ariadne
Parnassius ariadne is een vlinder uit de familie van de pages (Papilionidae). De wetenschappelijke naam van de soort werd in 1853, als Dorius ariadne, gepubliceerd door Julius Lederer.

## Synoniemen
- Doritis clarius Eversmann, 1843 (junior synoniem)
- Parnassius clarius var. dentata Austaut, 1889

## Ondersoorten
- Parnassius ariadne ariadne
- Parnassius ariadne clarus
- Parnassius ariadne erlik Jakovlev, 2009[1]
  - holotype: "male, 5.-7.VII.2008. leg. R. Jakovlev & E. Gus'kova"
  - instituut: ZISP, Sint-Petersburg, Rusland
  - typelocatie: "Russia, Altia Rep., Chikhacheva Mts., Tabduair [Talduair] Mt., 2500 m"
- Parnassius ariadne jiadengyttensis Huang & Murayama, 1992
  - holotype: "male, VII.1983"
  - instituut: BLXU, Urumqi, Xinjiang, China
  - typelocatie: "China, Xinjiang Province, Jiadengyu, Altai, 1380-1700 m"[2]